# Blacks Rivoli
I Blacks Rivoli sono una squadra di football americano di Rivoli che aderisce alla FIDAF.
Nel 2017 disputa la Seconda Divisione della FIDAF.
Per alcuni anni hanno avuto un farm team, i Bad Bees Avigliana.

## Dettaglio stagioni

### Golden League FIAF
| Stagione | regular season | regular season | regular season | regular season | regular season | regular season | playoff | playoff | playoff | playoff | playoff | playoff   | playoff    |
|          | Vin            | Par            | Per            | Tot            | PF             | PS             | Vin     | Per     | Tot     | PF      | PS      | risultato | avversaria |
| -------- | -------------- | -------------- | -------------- | -------------- | -------------- | -------------- | ------- | ------- | ------- | ------- | ------- | --------- | ---------- |
| 1999     | 0              | 0              | 6              | 6              | 39             | 194            | -       | -       | -       | -       | -       | -         | -          |
| 2000     | 1              | 0              | 5              | 6              | 47             | 161            | -       | -       | -       | -       | -       | -         | -          |
| 2001     | 1              | 0              | 7              | 8              | 118            | 258            | -       | -       | -       | -       | -       | -         | -          |
| 2002     | 1              | 0              | 6              | 7              | 62             | 203            | -       | -       | -       | -       | -       | -         | -          |
| Totale   | 3              | 0              | 24             | 27             | 266            | 816            | -       | -       | -       | -       | -       |           |            |

Fonte: Enciclopedia del Football - A cura di Roberto Mezzetti

### AFP-IFL
Questi tornei svolti durante un periodo di scissione federale - pur essendo del massimo livello della loro federazione - non sono considerati ufficiali.
| Stagione | regular season | regular season | regular season | regular season | regular season | regular season | playoff | playoff | playoff | playoff | playoff | playoff    | playoff                                |
|          | Vin            | Par            | Per            | Tot            | PF             | PS             | Vin     | Per     | Tot     | PF      | PS      | risultato  | avversaria                             |
| -------- | -------------- | -------------- | -------------- | -------------- | -------------- | -------------- | ------- | ------- | ------- | ------- | ------- | ---------- | -------------------------------------- |
| 1997     | 2              | 1              | 3              | 6              | 134            | 125            | 1       | 1       | 2       | 87      | 75      | Finale IFL | New Saint George's Knights Alessandria |
| 1998     | 2              | 0              | 2              | 4              | 164            | 165            | 0       | 1       | 1       | 24      | 40      | Wild Card  | Draghi Udine                           |
| Totale   | 4              | 1              | 5              | 10             | 298            | 290            | 1       | 2       | 3       | 111     | 115     |            |                                        |

Fonte: Enciclopedia del Football - A cura di Roberto Mezzetti

### Serie A NFLI/Golden League FIF
A seguito dell'ingresso di FIDAF nel CONI questi tornei - pur essendo del massimo livello della loro federazione - non sono considerati ufficiali.
| Stagione | regular season | regular season | regular season | regular season | regular season | regular season | playoff | playoff | playoff | playoff | playoff | playoff            | playoff          |
|          | Vin            | Par            | Per            | Tot            | PF             | PS             | Vin     | Per     | Tot     | PF      | PS      | risultato          | avversaria       |
| -------- | -------------- | -------------- | -------------- | -------------- | -------------- | -------------- | ------- | ------- | ------- | ------- | ------- | ------------------ | ---------------- |
| 2008     | 5              | 0              | 3              | 8              | 243            | 159            | 1       | 1       | 2       | 47      | 50      | Semifinale         | Warriors Bologna |
| 2010     | 3              | 0              | 5              | 8              | 127            | 149            | -       | -       | -       | -       | -       | -                  | -                |
| 2011     | 3              | 0              | 3              | 6              | 102            | 87             | 0       | 1       | 1       | 17      | 22      | Superbowl italiano | Bengals Brescia  |
| Totale   | 11             | 0              | 11             | 22             | 472            | 395            | 1       | 2       | 3       | 64      | 72      |                    |                  |

Fonte: Enciclopedia del Football - A cura di Roberto Mezzetti

### Serie B (secondo livello)/Serie A2/LENAF/Seconda Divisione
| Stagione | regular season | regular season | regular season | regular season | regular season | regular season | playoff | playoff | playoff | playoff | playoff | playoff          | playoff            |
|          | Vin            | Par            | Per            | Tot            | PF             | PS             | Vin     | Per     | Tot     | PF      | PS      | risultato        | avversaria         |
| -------- | -------------- | -------------- | -------------- | -------------- | -------------- | -------------- | ------- | ------- | ------- | ------- | ------- | ---------------- | ------------------ |
| 2004     | 6              | 0              | 2              | 8              | 112            | 94             | 0       | 1       | 1       | 15      | 21      | Wild Card        | Briganti Napoli    |
| 2005     | 2              | 0              | 5              | 7              | 107            | 185            | -       | -       | -       | -       | -       | -                | -                  |
| 2006     | 4              | 0              | 3              | 7              | 143            | 93             | -       | -       | -       | -       | -       | -                | -                  |
| 2007     | 4              | 0              | 4              | 8              | 184            | 150            | 0       | 1       | 1       | 28      | 47      | Wild Card        | Elephants Catania  |
| 2009     | 3              | 0              | 4              | 7              | 145            | 132            | -       | -       | -       | -       | -       | -                | -                  |
| 2012     | 5              | 0              | 3              | 8              | 198            | 277            | 0       | 1       | 1       | 14      | 28      | Quarti di finale | Guelfi Firenze     |
| 2013     | 1              | 0              | 7              | 8              | 53             | 211            | -       | -       | -       | -       | -       | -                | -                  |
| 2014     | 7              | 0              | 1              | 8              | 128            | 121            | 1       | 1       | 2       | 28      | 41      | Semifinale       | Elephants Catania  |
| 2015     | 8              | 0              | 0              | 8              | 203            | 75             | 2       | 1       | 3       | 48      | 50      | Silverbowl       | Hogs Reggio Emilia |
| 2016     | 2              | 0              | 6              | 8              | 142            | 228            | -       | -       | -       | -       | -       | -                | -                  |
| 2017     | 8              | 0              | 0              | 8              | 279            | 93             | 3       | 0       | 3       | 70      | 49      | Campioni         | Hogs Reggio Emilia |
| Totale   | 50             | 0              | 35             | 85             | 1 694          | 1 659          | 6       | 5       | 11      | 203     | 216     |                  |                    |

### Serie B NFLI (secondo livello)Silver League FIF
A seguito dell'ingresso di FIDAF nel CONI questi tornei non sono considerati ufficiali.
| Stagione | regular season | regular season | regular season | regular season | regular season | regular season | playoff | playoff | playoff | playoff | playoff | playoff    | playoff                       |
|          | Vin            | Par            | Per            | Tot            | PF             | PS             | Vin     | Per     | Tot     | PF      | PS      | risultato  | avversaria                    |
| -------- | -------------- | -------------- | -------------- | -------------- | -------------- | -------------- | ------- | ------- | ------- | ------- | ------- | ---------- | ----------------------------- |
| 2008     | 0              | 0              | 6              | 6              | 12             | 192            | -       | -       | -       | -       | -       | -          | -                             |
| 2010     | 4              | 0              | 0              | 4              | 174            | 48             | 0       | 1       | 1       | 24      | 44      | Semifinale | Cavaliers Castelfranco Veneto |
| 2011     | 1              | 0              | 5              | 6              | 68             | 153            | -       | -       | -       | -       | -       | -          | -                             |
| Totale   | 5              | 0              | 11             | 16             | 254            | 393            | 0       | 1       | 1       | 24      | 44      |            |                               |

### Serie B (terzo livello)/Winter League
| Stagione | regular season | regular season | regular season | regular season | regular season | regular season | playoff | playoff | playoff | playoff | playoff | playoff   | playoff    |
|          | Vin            | Par            | Per            | Tot            | PF             | PS             | Vin     | Per     | Tot     | PF      | PS      | risultato | avversaria |
| -------- | -------------- | -------------- | -------------- | -------------- | -------------- | -------------- | ------- | ------- | ------- | ------- | ------- | --------- | ---------- |
| 1993     | 2              | 0              | 4              | 6              | 85             | 201            | -       | -       | -       | -       | -       | -         | -          |
| 1994     | 1              | 0              | 7              | 8              | 126            | 434            | -       | -       | -       | -       | -       | -         | -          |
| 1995     | 5              | 0              | 3              | 8              | 292            | 148            | -       | -       | -       | -       | -       | -         | -          |
| 1996     | 5              | 0              | 3              | 8              | 225            | 178            | -       | -       | -       | -       | -       | -         | -          |
| Totale   | 13             | 0              | 17             | 30             | 728            | 961            | -       | -       | -       | -       | -       |           |            |

## Palmarès
- 1 Silverbowl (2017)